# Lijst van vlaggen van Sri Lankaanse deelgebieden
Dit artikel bevat een lijst van vlaggen van Srilankaanse deelgebieden. Sri Lanka bestaat uit negen provincies.
De provincievlaggen voor de moderne provincies van Sri Lanka werden voor het eerst geïntroduceerd in 1987, en in 1988 voor de Noordoostelijke Provincie, die toen één geheel vormde. In 2007, met de splitsing van de Noordoostelijke Provincie in de Noordelijke en de Oostelijke provincies, werden twee nieuwe vlaggen aangenomen. De meeste vlaggen zijn gebaseerd op oude Singalese vlaggen en symbolen voor hun respectievelijke regio's.

## Vlaggen van de Sri Lankaanse provincies
| Kaart | Provincie                      | Vlag | Artikel over de vlag                       | Ratio | Ingebruikname    |
| ----- | ------------------------------ | ---- | ------------------------------------------ | ----- | ---------------- |
|       | Centrale Provincie             |      | Vlag van de Centrale Provincie             | 2:3   | 14 november 1987 |
|       | Oostelijke Provincie           |      | Vlag van de Oostelijke Provincie           | 2:3   | 22 mei 2007      |
|       | Noordelijke Centrale Provincie |      | Vlag van de Noordelijke Centrale Provincie | 2:3   | 14 november 1987 |
|       | Noordelijke Provincie          |      | Vlag van de Noordelijke Provincie          | 1:2   | 22 mei 2007      |
|       | Noordwestelijke Provincie      |      | Vlag van de Noordwestelijke Provincie      | 1:2   | 14 november 1987 |
|       | Sabaragamuwa                   |      | Vlag van Sabaragamuwa                      | 2:3   | 14 november 1987 |
|       | Uva                            |      | Vlag van Uva                               | 4:5   | 14 november 1987 |
|       | Westelijke Provincie           |      | Vlag van de Westelijke Provincie           | 8:17  | 14 november 1987 |
|       | Zuidelijke Provincie           |      | Vlag van de Zuidelijke Provincie           | 2:3   | 14 november 1987 |

### Voormalige provincies
| Kaart | Provincie                 | Vlag | Artikel over de vlag                  | Ratio | Ingebruikname    |
| ----- | ------------------------- | ---- | ------------------------------------- | ----- | ---------------- |
|       | Noordoostelijke Provincie |      | Vlag van de Noordoostelijke Provincie | 2:3   | 14 november 1987 |